# Cunoaștere carnală
Cunoaștere carnală (în engleză Carnal Knowledge) este un film dramă american din 1971. Filmul a fost regizat de Mike Nichols și scris de Jules Feiffer. 
A fost distins cu premiul Globul de Aur în 1972 pentru cea mai bună actriță în rol secundar (Ann-Margret).

## Prezentare
Sandy și Jonathan, doi colegi de facultate și de cămin, au mai mult sau mai puțin aceeași obsesie: femeile. Vreme de două decenii, între 20 și 40 de ani, cei doi își dedică viața căutării a ceea ce ei consideră a fi idealul feminin și își fac reciproc confidențe în legătură cu experiențele amoroase.

## Distribuție
- Jack Nicholson ca Jonathan Fuerst
- Arthur Garfunkel ca Sandy
- Candice Bergen ca Susan
- Ann-Margret ca Bobbie
- Rita Moreno ca Louise
- Carol Kane ca Jennifer
- Cynthia O'Neal ca Cindy

## Premii și nominalizări

### Premiul Oscar
- Premiul Oscar pentru cea mai bună actriță în rol secundar - Ann-Margret (nominalizat)

### Premiul Globul de Aur
- Premiul Globul de Aur pentru cea mai bună actriță în rol secundar - Ann-Margret (câștigat)
- Premiul Globul de Aur pentru cel mai bun actor (dramă) - Jack Nicholson (nominalizat)
- Premiul Globul de Aur pentru cel mai bun actor în rol secundar - Art Garfunkel (nominalizat)

## Legături externe
- Carnal Knowledge în Catalogul Institutului American de Film
- Carnal Knowledge la Internet Movie Database
- Carnal Knowledge la AllRovi
- Carnal Knowledge la Box Office Mojo
- Carnal Knowledge la Rotten Tomatoes